# 20623 Девідянґ
20623 Девідянґ (20623 Davidyoung) — астероїд головного поясу, відкритий 10 жовтня 1999 року.
Тіссеранів параметр щодо Юпітера — 3,334.